# Ipoly Unió
Az Ipoly Unió 1992-ben alakult Ipolyságon a Szlovákia és Magyarország környezetvédőinek kezdeményezésére. Célja az Ipoly-völgy környezeti és kulturális értékeinek megóvása és revitalizációja. Munkája az Ipoly vízgyűjtő területére terjed ki, a határ mindkét oldalán. A 2000-es évtől kezdődően szinte az összes környező patak vizsgálatát elvégezték.

## Feladatok
- olyan kutatások szervezése és a bennük való részvétel, amelyeknek célja, hogy alapként szolgáljanak az Ipoly vidék ökológiai rehabilitációját szolgáló alternatív tervek kidolgozásához.
- segítségnyújtás és együttműködés az Ipoly vízgyűjtő területén működő más civil szervezetekkel.
- a környezeti tudatosság fejlesztése: ingyenes lakossági környezeti tanácsadó iroda működtetése, természetvédelmi oktatóközpont üzemeltetése az Ipolyszögi Égerláp mellett.
- a fenntarthatóság szorgalmazása és érvényesítése a mezőgazdaság, erdészet, vidéki turizmus és ökoturizmus területén,
- a környezetbarát közlekedési módok bevezetésének, megtartásának szorgalmazása, különös tekintettel az Ipoly-menti vasútvonalra illetve kerékpárforgalmi tengelyre.

Az Ipoly Unió Egyesület a KÖTHÁLÓ és a Humusz Szövetség tagja.

## Elérhetősége
- Postacím: Ipoly Unió Egyesület 2660 Balassagyarmat Rákóczi fejedelem útja 18.
- Telefon/Fax: (35) 300-217
- Drótposta: iroda[kukac]ipolyunio[pont]hu
- Skype: ipolyunio nagy vilmos

## Vizsgált patakok
Szlovákia
- Selmece-patak
- Korpona-patak

Magyarország
- Lókos-patak
- Fekete-víz

## A vizsgálatokban részt vett, részt vevő települések
Szlovákia:
- Hontnémeti
- Hontmarót
- Palást
- Ipolyság
- Tótpelsőc
- Korpona

Magyarország
- Diósjenő
- Nőtincs
- Romhány
- Érsekvadkert
- Magyarnándor
- Cserhátsurány
- Szügy
- Balassagyarmat

## Külső hivatkozások
- Az Ipoly Unió balassagyarmati honlapja Archiválva 2005. február 6-i dátummal a Wayback Machine-ben
- Az Ipoly Unió ipolysági honlapja Archiválva 2005. április 6-i dátummal a Wayback Machine-ben